# Oterdum (dorp)

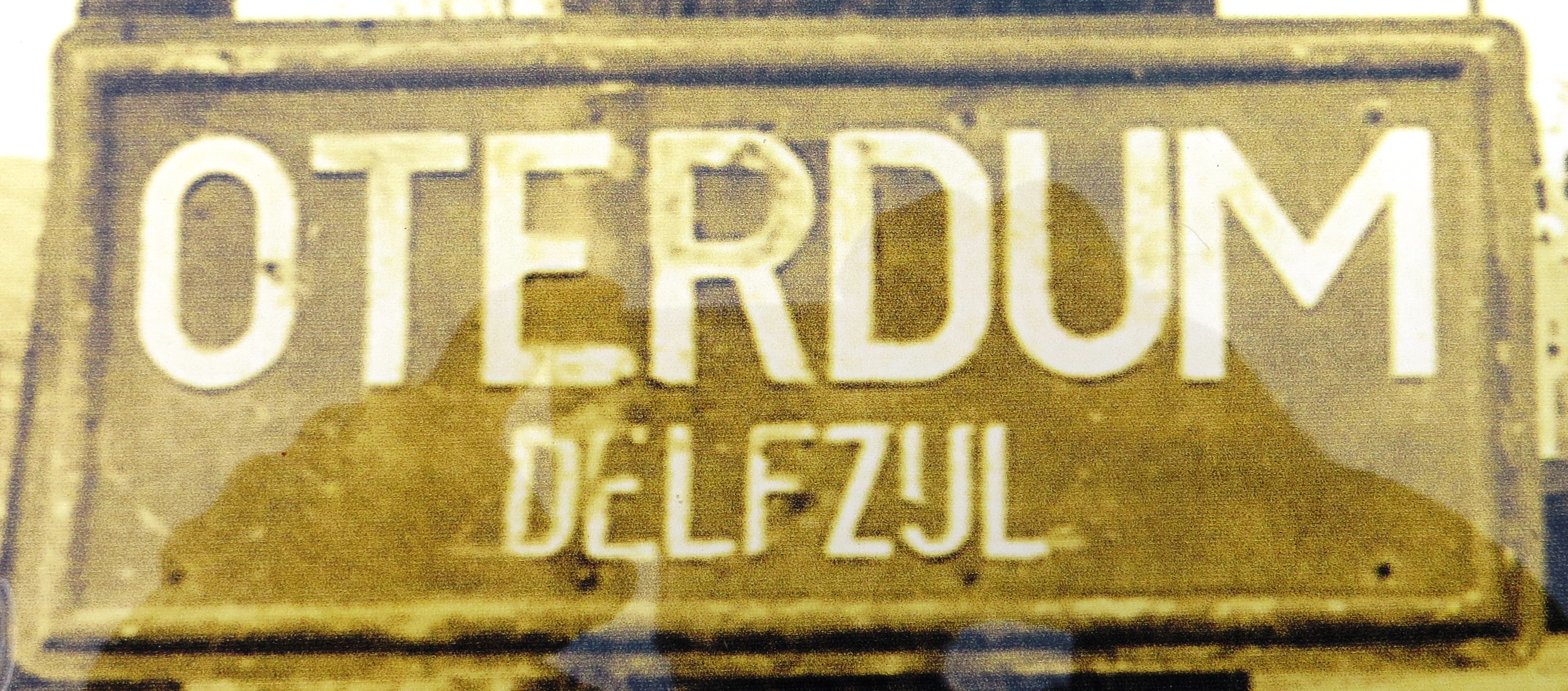

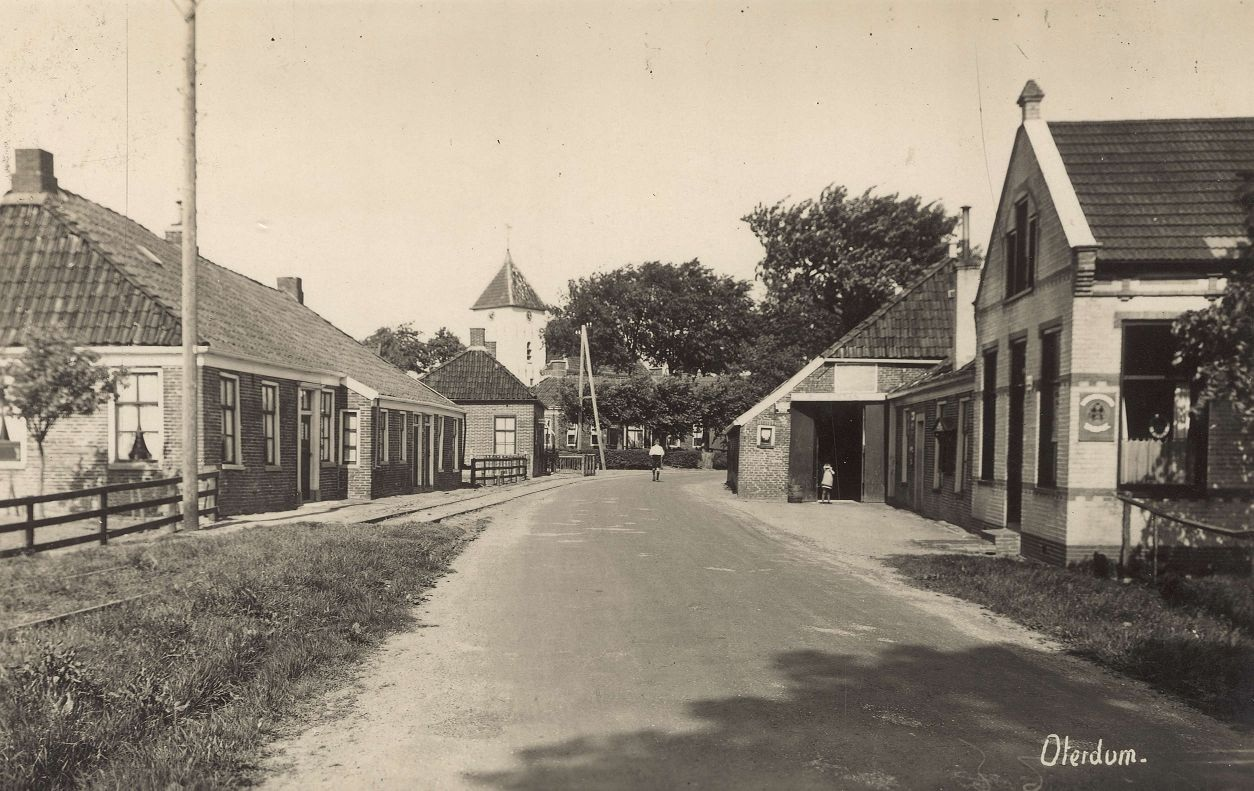
Hoofdstraat van Oterdum rond 1920, met de kerktoren op de achtergrond. Rechts Café de Vries met doorrit, links de trambaan van OG.

Oterdum was een dorp in de gemeente Delfzijl in de Nederlandse provincie Groningen. Het lag tussen Delfzijl en Termunten in de historische Oosterhoek. Het is in de jaren zeventig van de twintigste eeuw volledig afgebroken om plaats te maken voor een verbreding van de zeedijk van de Eemsmonding, die op deltahoogte moest worden gebracht. Ook zou het industriegebied Oosterhorn doorlopen tot hier, maar het terrein bleef ongebruikt.

## Geschiedenis
De naam Oterdum is mogelijk te verklaren als 'otterheem'. In dit verband wordt wel gewezen op het toponiem Ottarfliaton ('ottervliet') dat rond het jaar 1000 in de goederenregisters van de Abdij van Werden voorkomt. Hier komen ook andere dierennamen voor, die wijzen op de nog onontgonnen en wilde status van het binnenland. De plaats wordt genoemd na Farmsum en voor Wildonha (Wilderhof?), Diurardasrip (Duurswold?) en Schildwolde. Of hiermee werkelijk Oterdum is bedoeld, is onzeker.
In de late middeleeuwen was Oterdum een plaats van enig belang. De stad Groningen, die de jurisdictie over het Oldambt voerde, stelde in 1450 een drost aan die zijn intrek nam in het Huis te Oterdum. Oterdum was, waarschijnlijk wegens de ligging aan de Eems, aan het einde van de vijftiende eeuw het strijdtoneel van de strijd van de Oost-Friese graaf Edzard I tegen de Saksen. Ondanks de aanleg van een schans delfde de Oost-Fries in 1514 uiteindelijk het onderspit. Dat betekende tevens het einde van zijn aspiraties in de Ommelanden.
Ook in de Tachtigjarige Oorlog werd er bij de schans gevochten. Spaanse troepen slaagden er echter niet in de schans in te nemen. Aan het einde van de Franse tijd was Oterdum van militair belang omdat er een batterij gevestigd was voor het beleg van Delfzijl (1813-1814).
Bij de volkstelling van 1960 had het dorp 102 inwoners. Inclusief het buitengebied Oterdumerwarven waren er in totaal 168 inwoners. Kort daarna begon de neergang als gevolg van dijkverhoging en industrialisatie. Voordat het lot van Oterdum werd bezegeld was het een levendig dorp. De ligging, vlak bij Delfzijl en aan de zeedijk van de Eemsmonding, maakte dat er veel scheepslui woonden. Daarnaast was het een agrarisch dorp. Toen de dijk verhoogd werd om deze op deltahoogte te brengen, moest het uit 1877 daterende kerkje verdwijnen. Het Nederlands Openluchtmuseum te Arnhem toonde belangstelling, maar de kerk werd in 1972 toch gesloopt. Archeologen vonden onder de fundamenten resten van een 13e-eeuws zaalkerkje. Het kerkorgel verhuisde naar Heinenoord, de preekstoel naar de Marktpleinkerk in Winschoten. De grafstenen op het kerkhof werden zorgvuldig verwijderd en naderhand op de nieuwe dijk teruggeplaatst. Niet veel later moest het hele dorp er aan geloven om plaats te maken voor de industriële toekomst. Naar de toenmalige inzichten van rijksoverheid en provincie was er geen aanleiding naar alternatieven te zoeken. In 1975 had Oterdum geen inwoners meer. Ook de boerderijen in Oterdumerwarven werden afgebroken.
Op de plek waar het dorp lag werd in 1978 een bronzen monument geplaatst, dat werd vervaardigd door de Groninger kunstenaar Thees Rijkhold Meesters. Dit beeld werd in 2011 gestolen, kennelijk vanwege de waarde van het metaal. In 2013 werd een replica van plastic op de sokkel geplaatst.

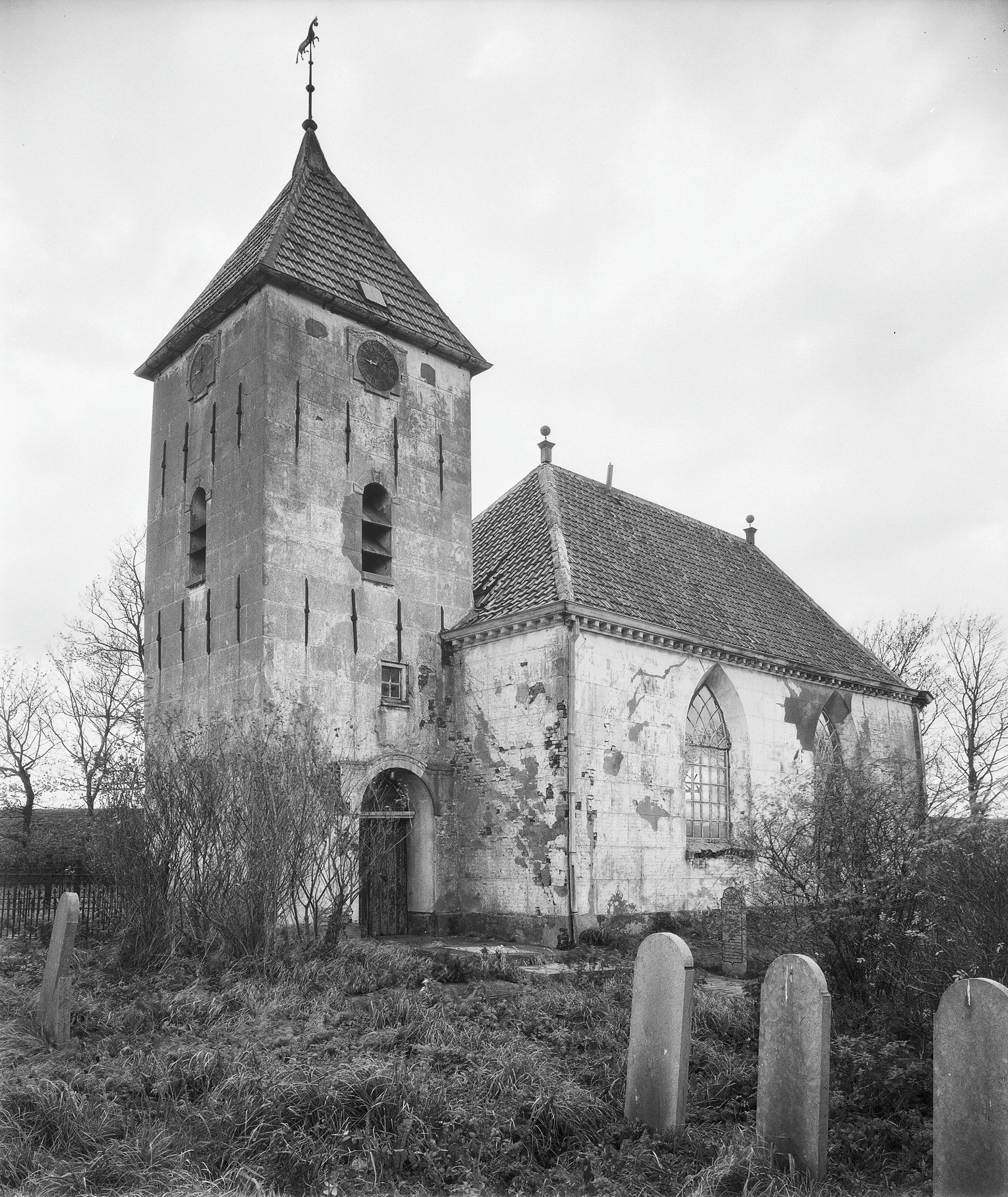
Kerk van Oterdum naar het noordoosten (1960)
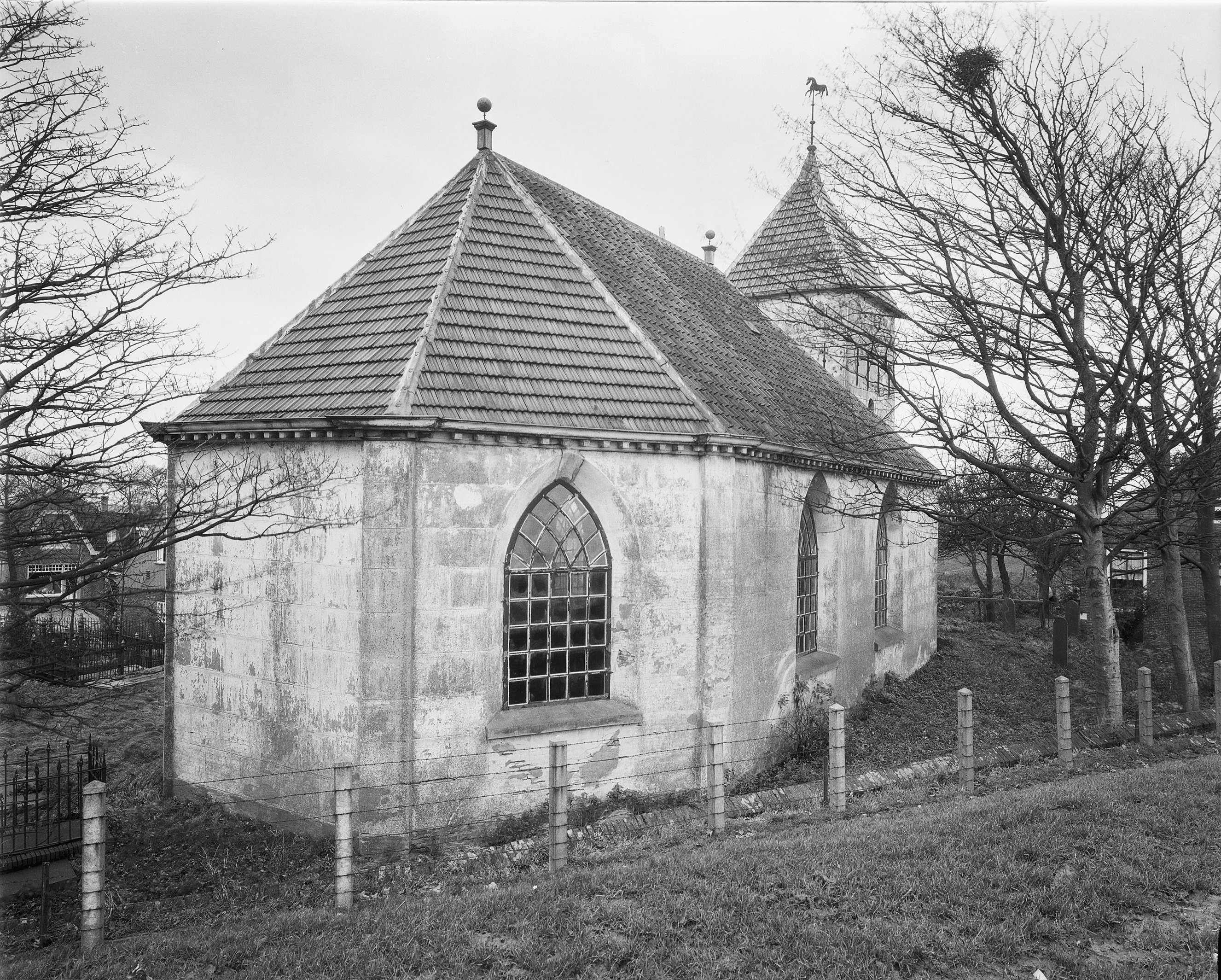
Kerk naar het zuidwesten.
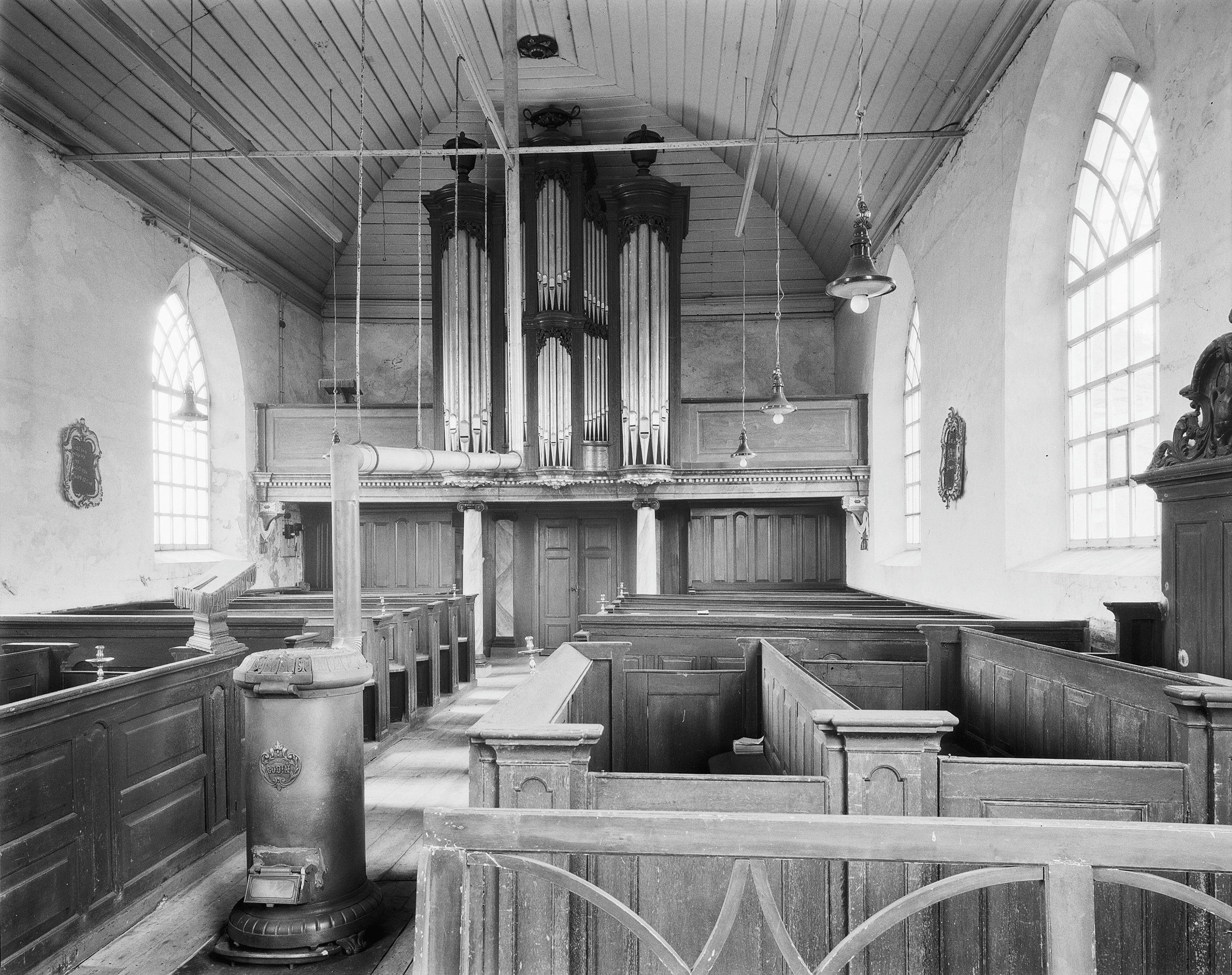
Interieur van de kerk met het Lohman-orgel (nu in Heinenoord)
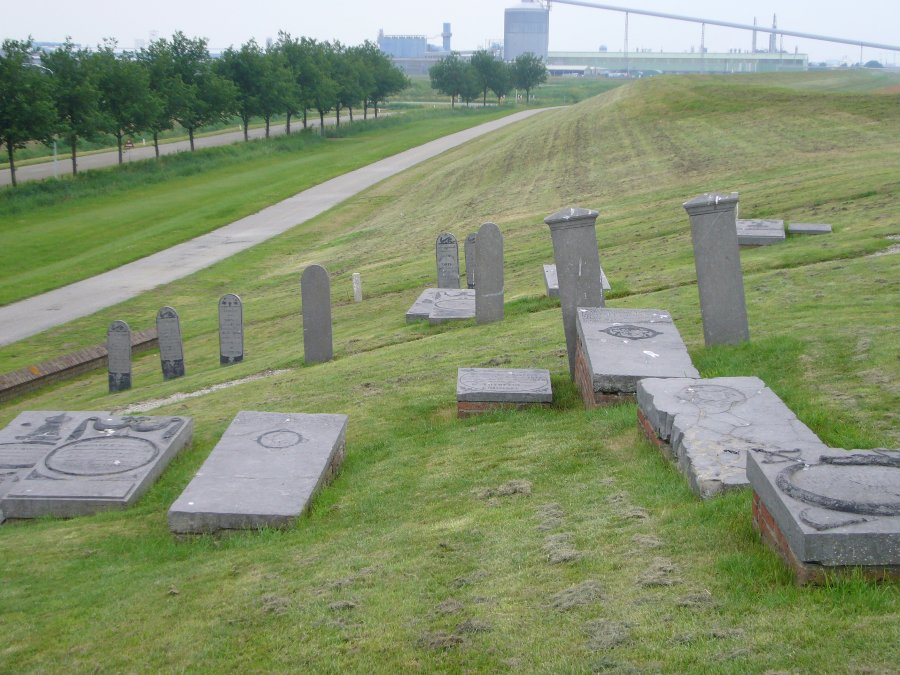
Het gereconstrueerde kerkhof op de dijk naar het westen toe. Op de achtergrond de industrie.
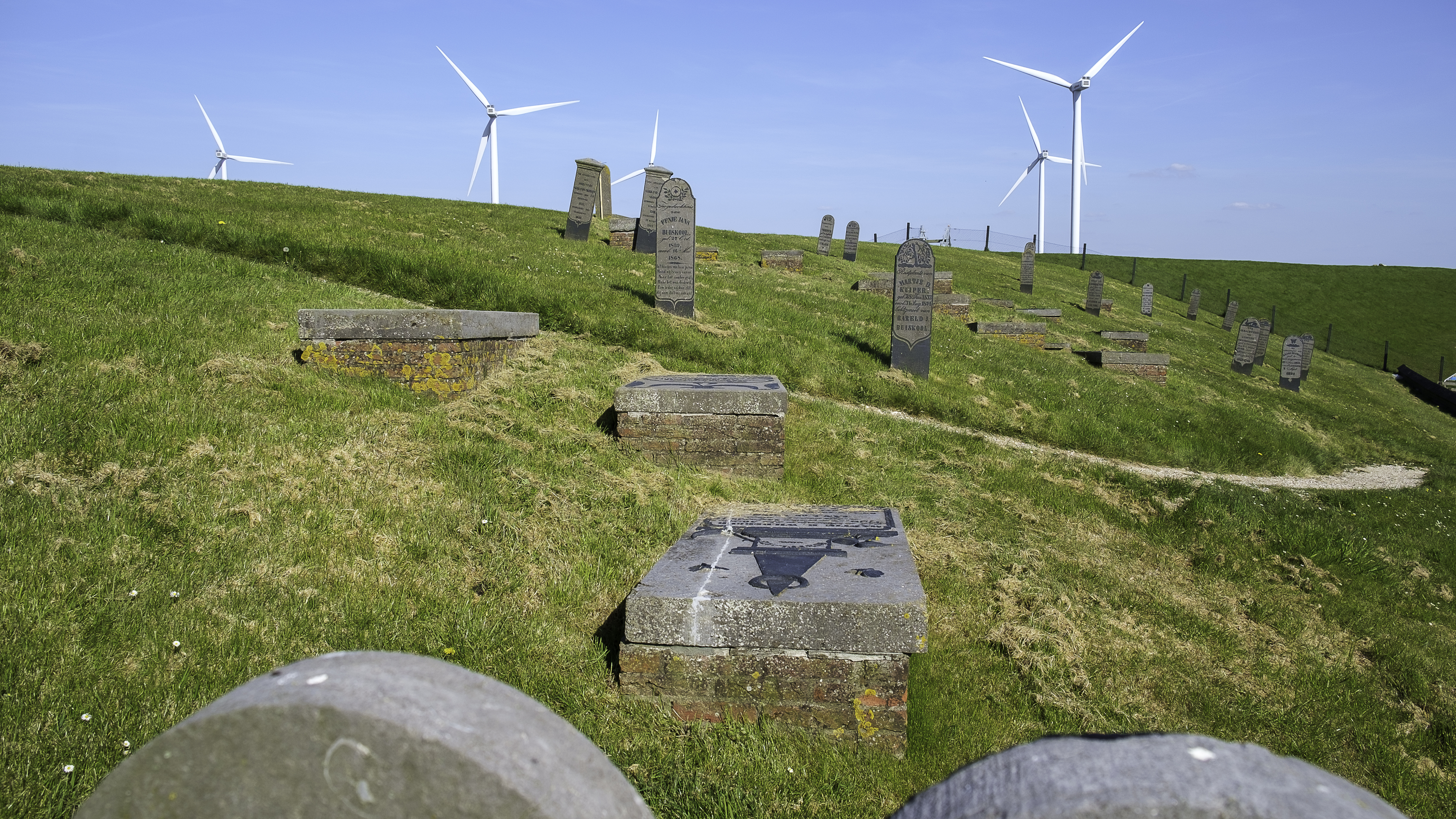
Kerkhof gezien in de richting van het oosten
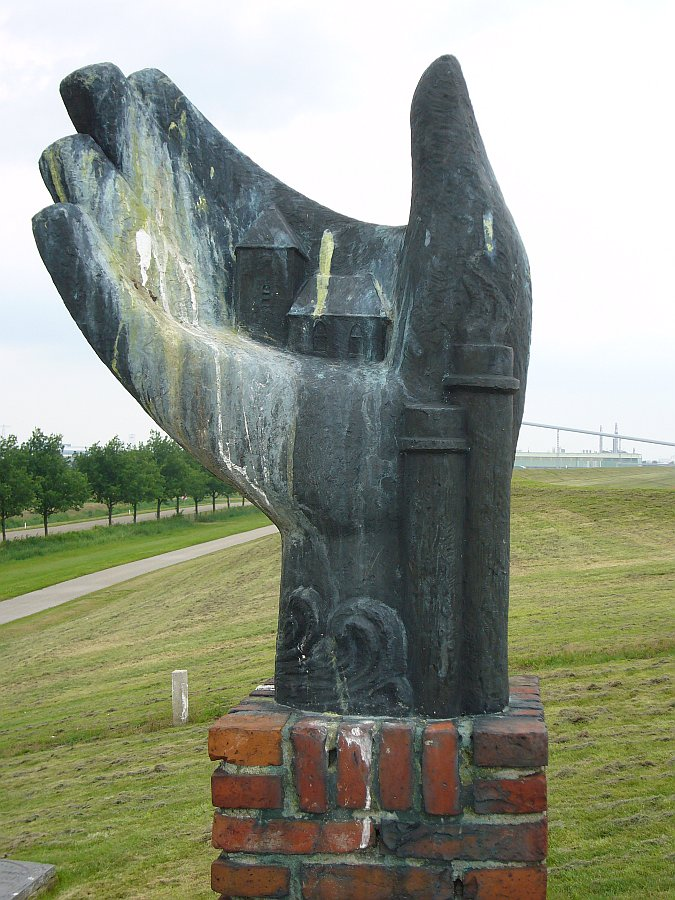
Het oorspronkelijke monument uit 1976 op het kerkhof met het kerkje in de hand
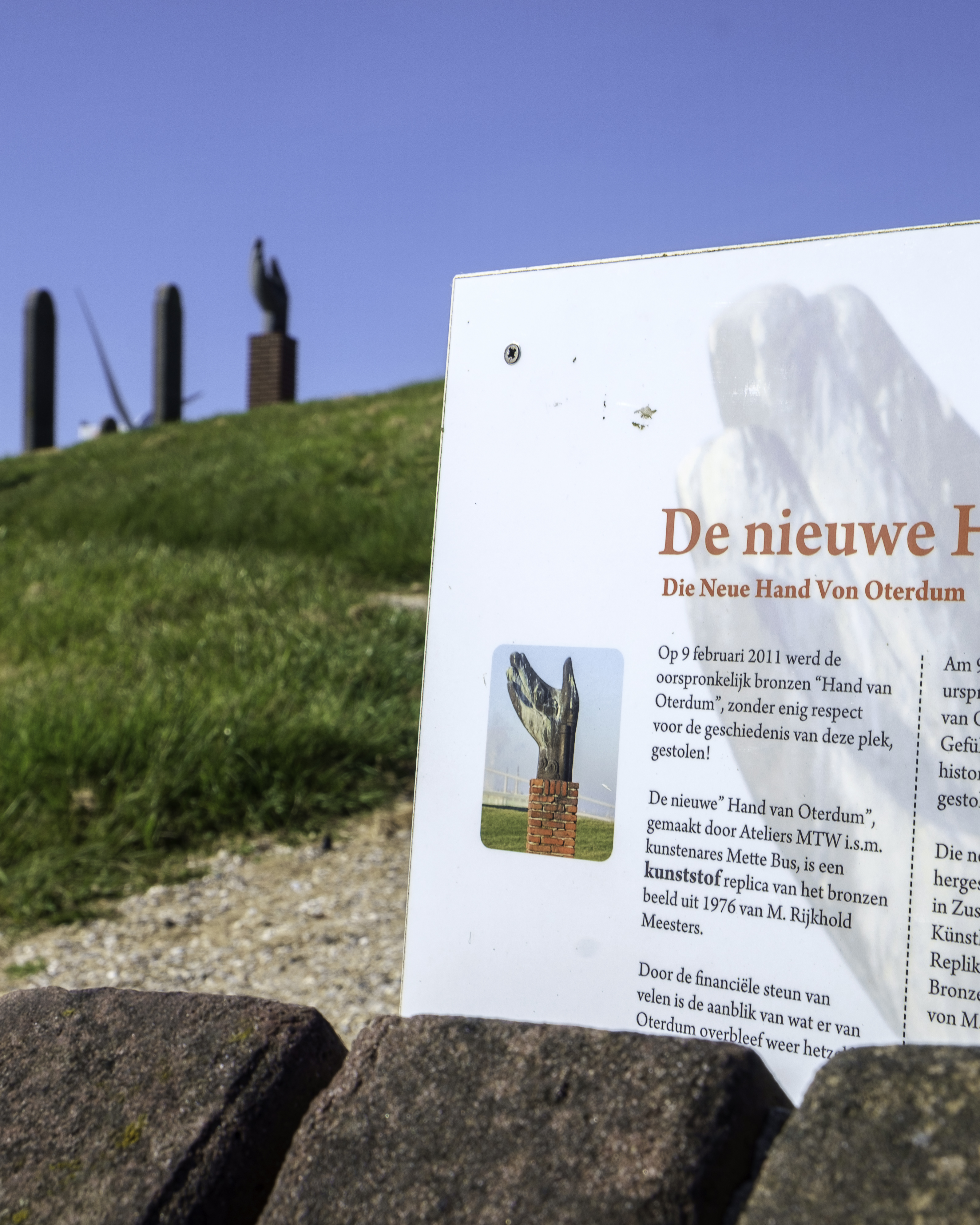
Plaquette ter herdenking aan de plaatsing van een nieuw beeld in 2013 waarop benadrukt wordt dat het nieuwe beeld van kunststof is
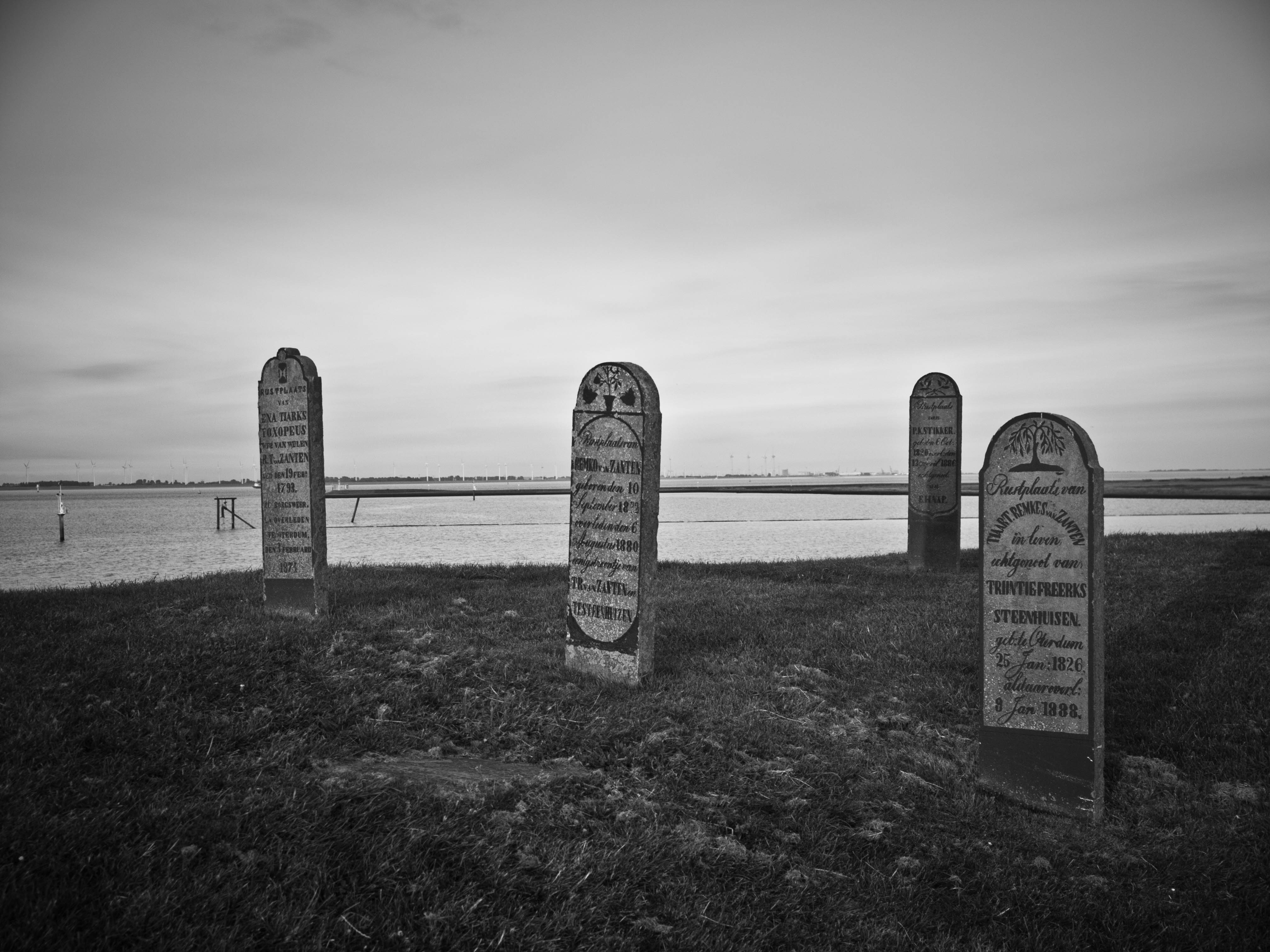
Enkele grafstenen op de zeedijk met uitzicht op de Dollard.